# No Good
No Good — дебютний альбом американської поп-співачки Айві Леван. Був випущений 7 серпня 2015 року, включає в себе два офіційні сингли, "Biscuit" та "Killing You" за участю Стінга.

## Про альбом
No Good є першим студійним альбомом виконавиці, до нього були випущені два міні-альбоми. У альбомі поєднуються класичні для співачки жанри: поп, поп-рок, свомп-поп і соул.

## Сингли

### Офіційні сингли
Лід-сингл Biscuit було випущено 13 січня 2015. Кліп вийшов у той самий день. 

Другий сингл з No Good під назвою Killing You було випущено 23 червня.  Він записаний дуетом зі  Стінгом.

### Промо-сингли
Перший промо-сингл з альбому під назвою "The Dame Says" був випущений 2 грудня 2014 року. Лірик-відео до пісні було випущено раніше, 24 листопада. 
Другий промо-сингл, "27 Club"  вийшов в світ 2 червня 2015 року виключно на YouTube.  Трек є колаборацією між Айві Леван та Diplo.  Пізніше, 10 липня, він став доступним для цифрового завантаження. Обкладинка включала в себе лише світлину Леван, на відміну від версії обкладинки, випущеної на YouTube, де були зображені і Айві, і Diplo.
Третій промо-сингл співачка випустила 24 липня. "No Good" відповідав загальному жанру та звучанню альбому. Наступний трек, "The Best Damn Thing", був випущений незабаром, 31 липня, як четвертий промо-сингл.

## Список композицій
| Стандартне видання | Стандартне видання               | Стандартне видання |
| #                  | Назва                            | Тривалість         |
| ------------------ | -------------------------------- | ------------------ |
| 1.                 | «The Dame Says»                  | 3:35               |
| 2.                 | «Biscuit»                        | 3:13               |
| 3.                 | «No Good»                        | 3:02               |
| 4.                 | «Champagne Taste»                | 3:06               |
| 5.                 | «Like A Glove» (featuring Cadre) | 3:16               |
| 6.                 | «27 Club» (за участю Diplo)      | 3:29               |
| 7.                 | «Best Damn Thing»                | 2:59               |
| 8.                 | «Misery»                         | 2:57               |
| 9.                 | «Killing You» (за участю Стінга) | 3:21               |
| 10.                | «Johnny Boy»                     | 3:54               |
| 11.                | «It Ain't Easy»                  | 3:14               |
| 36:06              |                                  |                    |